# 恩福神學院

恩福聖經學院時期的標誌

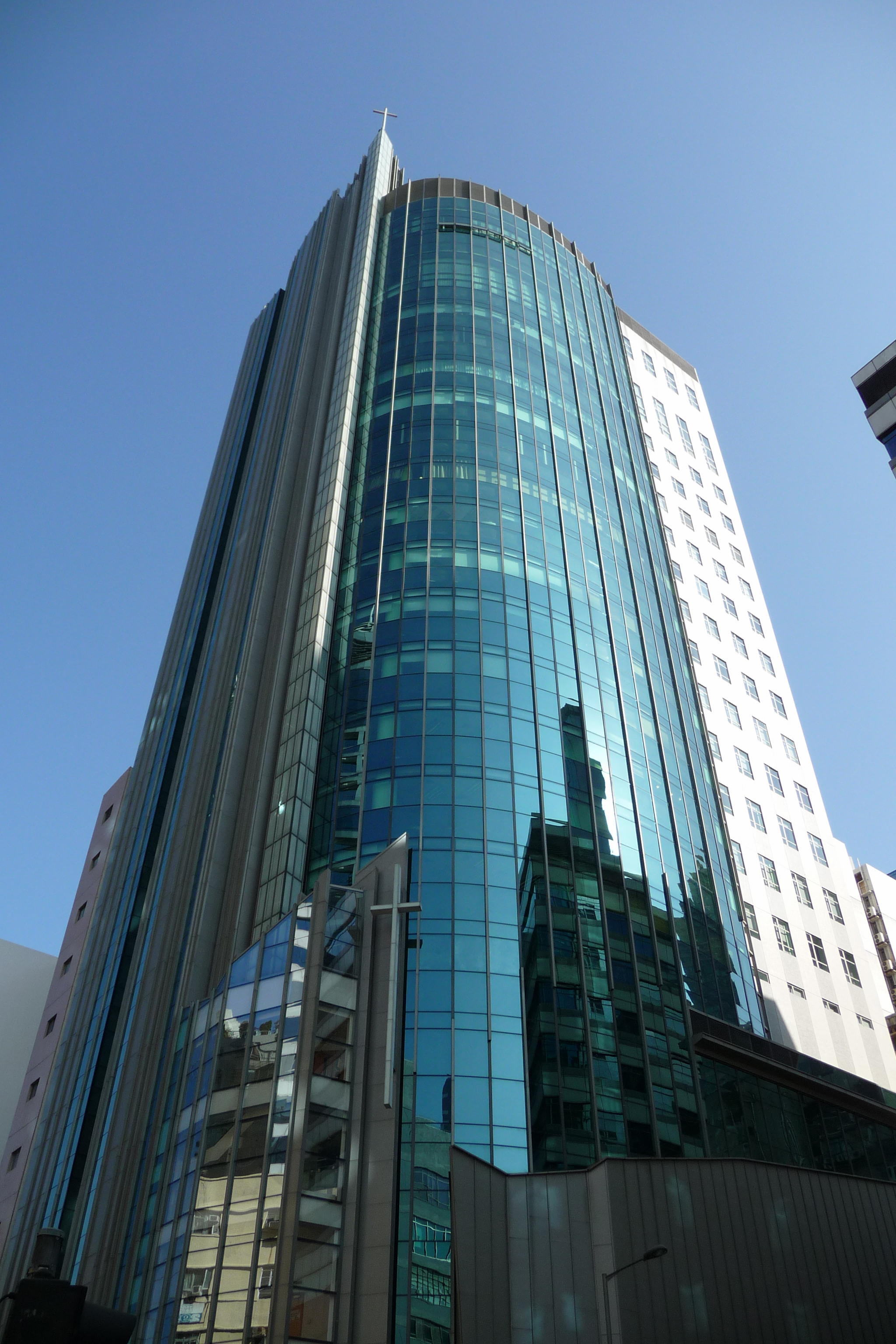
中國基督教播道會恩福堂，荔枝角恩福中心

恩福神學院（英語：Yan Fook Theological Seminary），2019年以前稱為恩福聖經學院（Yan Fook Bible Institute）是中國基督教播道會恩福堂在2001年成立的基督教神學院，院址位於香港九龍長沙灣長沙灣道789號恩福中心16樓。

## 歷史
自播道會恩福堂成立以來，會眾人數不斷增長。為了裝備及建立教會領袖，恩福堂於2001年成立恩福聖經學院。該學院的辦學宗旨是培育平信徒領袖，讓有心志在教會服事的教徒獲得聖經及神學裝備，分擔牧養及教導的工作。現任院長是蘇穎智牧師。

## 課程
恩福聖經學院開辦不同程度的基督教神學課程，採用學分制，接受恩福堂會友和其他教會信徒修讀。課程包括：
- 道學碩士（M.Div.）
- 神學學士課程（B.Th.）
- 跨文化宣教碩士課程（M.A.C.C.M.）
- 跨文化宣教副學士課程（A.A.C.C.M.）
- 聖經研究碩士（M.A.B.S.）
- 聖經研究副學士（A.A.B.S.）
- 普及聖經證書課程（G.C.）

## 設施
該學院位於恩福中心，有多個禮堂、課室、會議室及多用途室。 其他設施包括:-
- 圖書館
- 康體場地
- 禱告室

## 參看
- 中國基督教播道會恩福堂
- 中國基督教播道會總會

## 外部連結
- 恩福神學院（官方網站） （页面存档备份，存于）
- 中國基督教播道會恩福堂（官方網站） （页面存档备份，存于）
- 中國基督教播道會總會（官方網站） （页面存档备份，存于）